# Храм Минервы (Авентин)
Храм Минервы (лат. Aedes Minervae) ― ныне утраченное древнеримское культовое сооружение, располагавшееся на вершине Авентинского холма в Риме возле храмом Дианы. Храм был посвящён Минерве ― богине мудрости и войны, покровительнице ремесленников, писателей, актёров, поэтов, художников, учителей, учащихся и врачей. Минерва также входила в триаду наиболее важных богов Древнего Рима, вместе со своим отцом Юпитером и его женой Юноной и помимо прочего отождествлялась с древнегреческой богиней Афиной Палладой. 
Хотя храм Минервы и не сохранился до наших дней, мраморный план Рима указывает, что сооружение было построено в форме типичного периптера с портиком и находился рядом с храмом Дианы.
Дата основания храма и собственно его основатель неизвестны. Тем не менее существуют свидетельства о том, что он существовал уже по крайней мере в III веке до нашей эры. Храм Минервы был духовным центром всех ремесленных гильдий и, а концу III века до нашей эры ― также и центром гильдий писателей и актёров. В 123 г. до н.э. гонимый народный трибун Гай Гракх и его сторонники тщетно пытались найти убежище в храме во время своего бегства из Рима. Святилище было отреставрировано в годы правления императора Августа. Здание все ещё существовало в IV веке нашей эры: оно упоминалось в мраморном плане Рима. Однако если его кто-либо ещё и посещал в IV веке, то во время гонений на язычников власти его точно должны были закрыть.